# Hamartind
Der Hamartind (norwegisch für Felsenspitze) ist ein 2885 m hoher Berg im ostantarktischen Königin-Maud-Land. In der Sverdrupfjella ragt er am östlichen Ausläufer der Hamrane auf.
Erste Luftaufnahmen entstanden bei der Deutschen Antarktischen Expedition (1938–1939). Norwegische Kartographen, die ihn auch in Anlehnung an die Benennung der Hamrane benannten, kartierten ihn anhand von Luftaufnahmen und Vermessungen der Norwegisch-Britisch-Schwedischen Antarktisexpedition (NBSAE, 1949–1952) sowie mittels Luftaufnahmen der Dritten Norwegischen Antarktisexpedition (1956–1960).